# Garrulus leucotis
Garrulus leucotis, "vitkindad nötskrika", är en fågelart i familjen kråkfåglar inom ordningen tättingar. Den betraktas oftast som underart till nötskrika (Garrulus glandarius), men urskiljs sedan 2016 som egen art av Birdlife International och Internationella naturvårdsunionen. Fågeln förekommer i centrala och östra Myanmar, södra Kina (södra Yunnan), Thailand samt centrala och södra Indokina. Den kategoriseras av Internationella naturvårdsunionen som livskraftig.